# Министр иностранных дел Ирландии
Министр иностранных дел Ирландии (англ. Aire Gnóthaí Eachtracha) — старший министр в министерстве иностранных дел и торговли в правительстве Ирландии. Его штаб-квартира находится в Иви-Хаус, в парке Святого Стефана, в Дублине; «Иви-Хаус» часто используется как метоним для департамента в целом.
Нынешний министр иностранных дел — Михол Мартин. Ему помогают два государственных министра:
- Питер Бёрк — государственный министр по европейским делам;
- Шон Флеминг — государственный министр международного развития и диаспоры.

Министр один из важнейших членов ирландского кабинета, который отвечает за отношения между Ирландией и иностранными государствами. С 1922 по 1971 название должности было «министр внешних сношений».

## Общее представление
В министерстве есть множество отделов:
- Финансовый отдел — наблюдает за финансовым контролем министерства;
- Англо-ирландский отдел — имеет дело с англо-ирландскими отношениями и Северной Ирландией;
- Отдел культуры — управляет государственной программой культурных связей;
- Отдел Европейского союза — координирует государственный подход в пределах Европейского союза;
- Паспортный и Консульский отдел — является ответственным за выдачу паспортов ирландским гражданам;
- Политический отдел — является ответственным за международные политические проблемы и управляет участием государства в общей внешней политике и политике безопасности ЕС;
- Протокольный отдел — является ответственным за организацию и управление визитами ВИП-персон в государство и посещений за границей президента Ирландии.

## Министры иностранных дел Ирландии в1919—1922
- граф Джордж Планкетт — (22 января 1919 — 26 августа 1921);
- Артур Гриффит[1] — (26 августа 1921 — 9 января 1922);
- Джордж Гэйвен Даффи — (10 января — 25 июля 1922);
- Артур Гриффит — (26 июля — 12 августа 1922);
- Майкл Хейес — (21 августа — 9 сентября 1922).

## Министры внешних сношений Ирландии в1922—1971
- Десмонд Фицджеральд — (30 августа 1922 — 23 июня 1927);
- Кевин О’Хиггинс — (23 июня — 10 июля 1927);
- Уильям Косгрейв[2] — (10 июля — 11 октября 1927);
- Патрик Макгиллиган — (11 октября 1927 — 9 марта 1932);
- Имон де Валера[3] — (9 марта 1932 — 18 февраля 1948);
- Шон МакБрайд — (18 февраля 1948 — 13 июня 1951);
- Фрэнк Экен — (13 июня 1951 — 2 июня 1954);
- Лайм Косгрейв — (2 июня 1954 — 20 марта 1957);
- Фрэнк Экен — (20 марта 1957 — 2 июля 1969);
- Патрик Хиллери — (2 июля 1969 — 3 марта 1971).

## Министры иностранных дел Ирландии с1971
- Патрик Хиллери — (3 марта 1971 — 3 января 1973).
- Брайан Ленихен — (3 января 1973 — 14 марта 1973);
- Гаррет Фицджеральд — (14 марта 1973 — 5 июля 1977);
- Мичеэл О’Кеннеди — (5 июля 1977 — 11 декабря 1979);
- Брайан Ленихен — (12 декабря 1979 — 30 июня 1981);
- Джон Келли[4] — (30 июня 1981 — 21 октября 1981);
- Джеймс Дудж — (21 октября 1981 — 9 марта 1982);
- Джерри Коллинз — (9 марта — 14 декабря 1982);
- Питер Бэрри[5] — (14 декабря 1982 — 10 марта 1987);
- Брайан Ленихен — (10 марта 1987 — 12 июля 1989);
- Джерри Коллинз — (12 июля 1989 — 11 февраля 1992);
- Дэвид Андрюс — (11 февраля 1992 — 12 января 1993);
- Дик Спринг — (12 января 1993 — 17 ноября 1994);
- Альберт Рейнольдс — (18 ноября — 15 декабря 1994);
- Дик Спринг — (15 декабря 1994 — 26 июня 1997);
- Рэй Бёрк — (26 июня — 7 октября 1997);
- Дэвид Андрюс — (8 октября 1997 — 27 января 2000);
- Брайан Коуэн — (27 января 2000 — 29 сентября 2004);
- Дермот Орн — (29 сентября 2004 — 7 мая 2008);
- Михол Мартин — (7 мая 2008 — 19 января 2011).
- Брайан Коуэн — (19 января 2011 — 9 марта 2011);
- Имон Гилмор[англ.] — (9 марта 2011 — 11 июля 2014);
- Чарльз Фланаган — (11 июля 2014 — 17 июня 2017);
- Саймон Ковни — (17 июня 2017 — 17 декабря 2022);
- Михол Мартин — (17 декабря 2022 — по настоящее время).